# Cymothoe herminia
Cymothoe herminia là một loài bướm ngày thuộc họ Nymphalidae. Loài này phân bố ở Sierra Leone, Liberia, Bờ Biển Ngà, Ghana, Nigeria, Cameroon, Guinea Xích đạo, Cộng hòa Congo, Cộng hòa Trung Phi, Cộng hòa Dân chủ Congo, Uganda, Kenya, Tanzania và Zambia.

## Phân loài
- Cymothoe herminia herminia (đông Nigeria, Cameroon, Guinea Xích đạo, Congo, Cộng hòa Trung Phi, Cộng hòa Dân chủ Congo (Rừng Ituri))
- Cymothoe herminia gongoa Fox, 1965 (Sierra Leone, Liberia, Bờ Biển Ngà, Ghana)
- Cymothoe herminia johnstoni (Butler, 1902) (Uganda, tây Kenya, tây Tanzania)
- Cymothoe herminia katshokwe Overlaet, 1940 (nam Cộng hòa Dân chủ Congo, Zambia)

## Hình ảnh

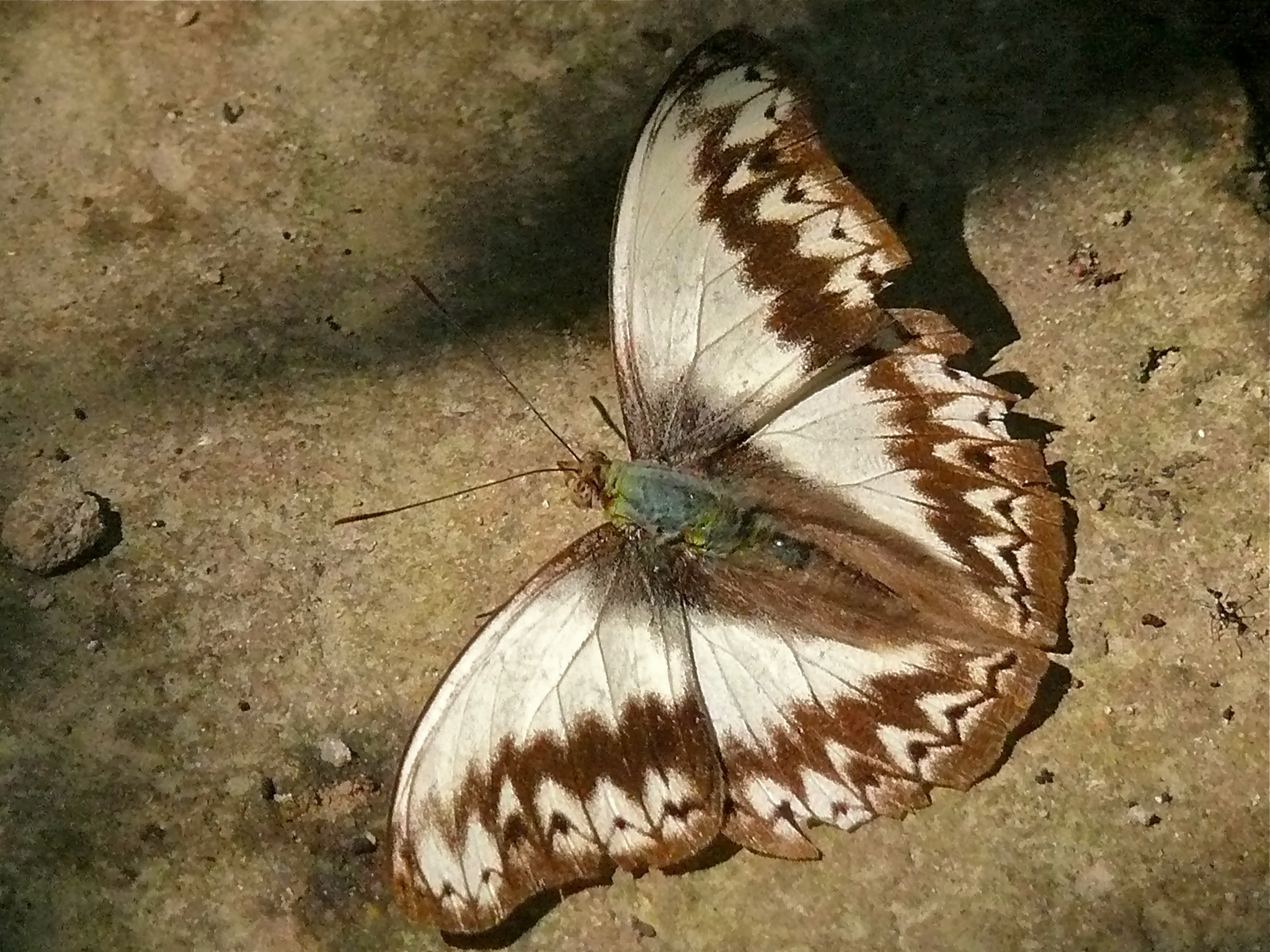
Rừng Kibale, Uganda
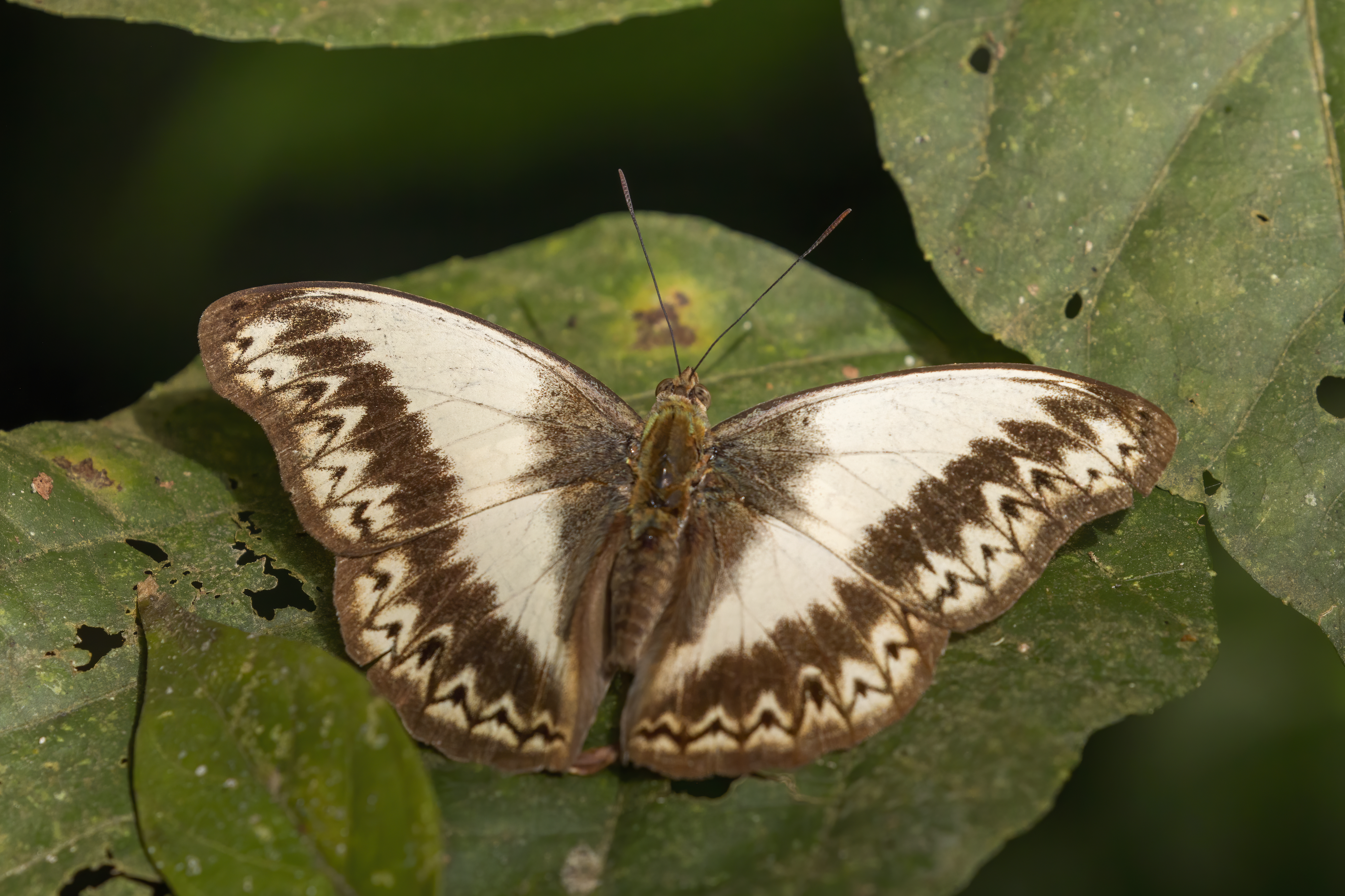